# Aad Koudijzer
Arend ("Aad") Koudijzer (Maassluis, 15 december 1947) is een Nederlands voormalig voetballer. Het grootste deel van zijn loopbaan speelde de centrale aanvaller in België.
Koudijzer werd in 1968 door SVV weggeplukt bij amateurvereniging VDL-Maassluis. In zijn eerste seizoen in het betaald voetbal werd hij topscorer van de Eerste divisie met 32 goals. Onder trainer Rinus Gosens werd hij met zijn club kampioen en promoveerde hij naar de Eredivisie. Een jaar later maakte hij de overstap naar Sparta. Met deze ploeg kwam hij in seizoen 1970/71 uit in de UEFA Cup en in seizoen 1971/72 uit in de Europacup II. In vier Europese duels scoorde hij twee keer.
Bij Sparta kreeg de kopsterke Koudijzer in twee seizoenen geen vaste basisplaats en had hij vaak de rol van pinch-hitter. In 1972 verkaste hij naar KSV Waregem in de Belgische Tweede klasse, waar de Nederlander Hans Croon trainer was. Samen met landgenoot Hans Posthumus van KRC Mechelen werd hij in seizoen 1972/73 topscorer van de Tweede klasse. Waregem promoveerde naar de Eerste klasse en won in 1974 de Belgische Beker. In de finale tegen KSK Tongeren scoorde Koudijzer twee doelpunten.
In 1978 werd Koudijzer gecontracteerd door KAA Gent. De Buffalo's kwamen op dat moment uit in de Tweede klasse. In 1980 werd de ploeg kampioen en promoveerde het naar de hoogste Belgische voetbalcompetitie. Zowel in 1982 als in 1983 kwalificeerde KAA Gent zich voor de UEFA Cup. In 1984 won het team met naast Koudijzer onder anderen Cees Schapendonk en Søren Busk in de gelederen de Belgische beker. Na het seizoen beëindigde hij zijn actieve voetballoopbaan.
Koudijzer was vervolgens trainer van Beerschot VAC (1984-1986), KV Kortrijk (1986) en vanaf 1990 opnieuw van Beerschot. In januari 1991 werd hij bij de laatste club ontslagen. Hij verliet de voetbalwereld en werd vrachtwagenchauffeur. Sinds 2008 is hij gepensioneerd.